# 1. FC Frankfurt

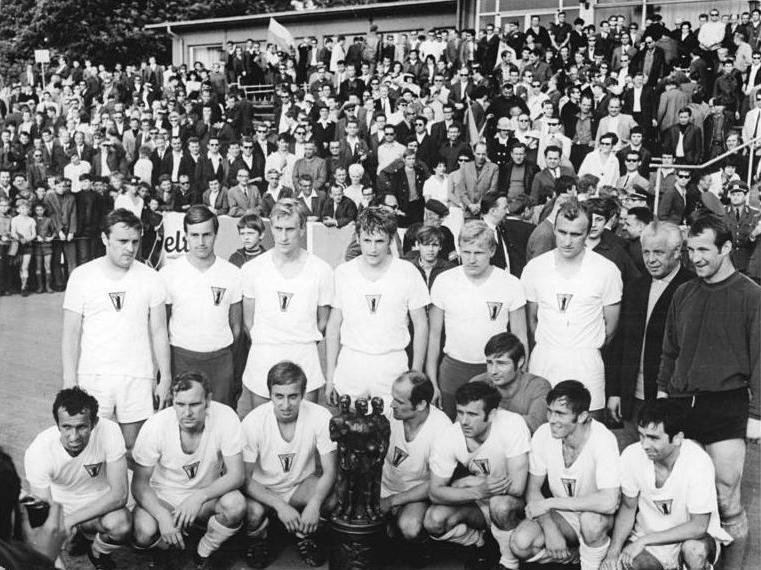
FC Vorwärts Berlin vinner FDGB-pokal

1. FC Frankfurt är en fotbollsförening från Frankfurt an der Oder. Den grundades 1951 i Leipzig som SV Volkspolizei Vorwärts Leipzig men flyttade 1953 till Östberlin där den under namnen ASK Vorwärts Berlin och FC Vorwärts Berlin nådde sina största framgångar som DDR-mästare och segrare i östtyska cupen. 1971 förflyttades klubben till Frankfurt an der Oder och fick namnet FC Vorwärts Frankfurt. Senare fick den namnet Frankfurter FC Viktoria och nuvarande namn sedan 2013.
Under namnen ASK Vorwärts Berlin och FC Vortwärts Berlin blev klubben östtyska mästare 1958, 1960, 1962, 1965, 1966 och 1969 samt vann östtyska cupen 1954 och 1970. Det bästa resultatet internationellt var kvartsfinal i Europacupen i fotboll 1969/1970 samt kvartsfinal i Cupvinnarcupen i fotboll 1970/1971.